# Pablo Infante
Pablo Infante Muñoz (Burgos, 20 marzo 1980) è un ex calciatore spagnolo, di ruolo attaccante.

## Carriera

### Club
Si è laureato capocannoniere di Copa del Rey nel 2011-2012 con il Mirandés, mettendo a segno 7 reti in 8 partite.

## Palmarès

### Club

#### Competizioni nazionali
- Segunda División B: 1

Mirandés: 2011-2012

### Individuale
- Capocannoniere della Coppa del Re: 1

2011-2012 (7 reti)